# УТ-2
УТ-2 (рос. Учебно-Тренировочный-2) — радянський навчально-тренувальний літак передвоєнного та воєнного періодів.
Навчально-тренувальний літак  УТ-2 з мотором М-11 за схемою є одномоторним двомісним монопланом, з тягнучим гвинтом, низько розташованим вільнонесучим крилом, відкритими кабінами інструктора та учня, розташованими тандемом, і шасі, що не прибирається в польоті. Взимку шасі змінювалися на дерев'яні лижі.
Конструктор — О. С. Яковлєв. Прототипом УТ-2 був АІР-10. Масово вироблявся в 1938 — 1948 роках. Всього випущено 7323 штуки.